# Тунисская совместная живопись
Тунисская совместная живопись (англ. Tunisian collaborative painting) — вид изобразительного искусства, зародившийся в Тунисе в середине 1980-х годов. В основе лежит метод, позволяющий группе художников одновременно работать на холсте без предварительного обсуждения или планирования. Результатом является картина, созданная группой людей, которая выглядит как работа одного художника. 

## История
Тунисский художник Хечми Гахем создал Тунисскую совместную живопись в 1988 году, когда Зин аль-Абидин Бен Али стал президентом и диктатором Туниса. «Свободно выражать свое мнение в Тунисе при Бен Али было опасно» — говорил Хечми. Он намеревался вернуть свободу самовыражения для местных художников. Он сформировал группы под названием Бригады изобразительной интервенции (фр. Brigades d'Intervention Plastique). «Бригады позволили художникам оставить свое профессиональное одиночество и работать в одном пространстве и на одном полотне», — сказал Хечми. «Вместе они создавали картины, которые включали лучшее от каждого художника. Одна картина представляла индивидуальность всех». 
Хечми Гахем создавал бригады по всему Тунису. Когда картина дописывалась, она передавалась хозяину дома, где была нарисована. За несколько лет были созданы сотни картин. Участвовали многие художники, как широко известные, так и новички. Картины, которые они создавали вместе, сохраняли дух свободы художников во время диктатуры Зина эль-Абидина Бен Али. 

## В других странах

### США
В ноябре 2008 года посол США в Тунисе Роберт Годек пригласил художника Дэвида Блэка на прием к его картинам, которые висели в резиденции посла в рамках программы « Искусство в посольствах» Государственного департамента США. Посол Годек также представил Дэвида Блэка Хечми Гахему и тунисским художникам, участников бригад. Блэк пригласил тунисских художников преподавать тунисскую совместную живопись в Америке, но правительство Туниса не позволило им покинуть страну.  Хечми Гахем предложил Дэвиду Блэку самому представить новую форму искусства в Америке. 20 февраля 2010 года Дэвид Блэк провел первую сессию Тунисской совместной живописи в Америке в Лаймской художественной академии в Олд Лайме, штат Коннектикут .
Айра Голдберг, исполнительный директор Лиги студентов-художников в Нью-Йорке, была зрителем в мастерских Блэка в Академии Лайма и написала статью «Все в одном» для журнала Linea Journal: «Тунисская совместная живопись, в силу очень простого набора правил, требует исключить желание творческого акта. Видя то, что возникает без какой-либо предопределенности и планирования, даёт художнику невероятное понимание возможностей  искусства. Как инструмент обучения, обладающий потенциалом для визуального выражения, Тунисская совместная живопись может сама стать школой».
8 ноября 2010 года по приглашению Айры Гольдберг Дэвид Блэк провел пятидневный семинар по тунисской совместной живописи в Лиге студентов-художников Нью-Йорка. Сто двадцать пять художников из 30 стран создали 26 картин. Слово, наиболее часто используемое художниками для описания своего опыта, было «освобождение». В соответствии с тунисскими традициями, законченные произведения искусства были переданы на аукцион в пользу школы.
17 декабря 2010 года Мохаммед Буазизи тунисский торговец фруктами, проживавший в городе Сиди-Бузид, совершил самосожжение, послужившее началом массовых народных волнений в Тунисе, перешедших в революцию. Жасминовая революция закончилась месяцем позже, 10 января 2011 года, когда Зин аль-Абидин Бен Али, правивший Тунисом 23 года, покинул страну.
В ноябре 2011 года новое правительство Туниса разрешило тунисским художникам выехать в Америку в качестве гостей Дэвида Блэка. Их участие в семинарах по тунисской совместной живописи в Лиге студентов-художников в Нью-Йорке вызвало интерес во всем мире.  Кроме того, государственный секретарь Хиллари Клинтон выступила с заявлением, в котором она сказала: «Дэвид Блэк — почетный дипломат. Внедрив эту уникальную форму искусства в Соединенные Штаты в то время, когда тунисские художники не могли путешествовать, он построил мост, который теперь могут пересечь художники обеих стран».

### Великобритания
Уличный художник и лектор по изобразительному искусству Люк Палмер (он же Acerone) запустил Тунисскую совместную живопись в Великобритании под руководством Дэвида Блэка из США и в сотрудничестве с арт-брокером Карен ван Хой Смит.
В мероприятии 27 мая 2016 года приняли участие художники со всего юга Англии, среди которых были Энди Каунс, Ксенц, Mylo Xyloto, Ричард Твоз, Роб Лоус, Джина Лав, Саманта Феллоуз, Ян Томсон и Фрэнсис Мэнсфилд. 20 художников создали 5  картин. В августе 2018 года 36 художников, куда входили как и уличные так и художники сети RWA, создали 10 совместных работ.

## Правила

### Оригинальные
В группе должно быть не менее трех, но не более десяти художников. Отсутствует предмет или план произведения. Один художник начинает картину и говорит, когда нужно завершить рисование. Любой из художников может рисовать в любое время, и любой может рисовать поверх чьей-либо работы. Один из художников назначается арбитром для разрешения споров. На картину отводится максимум два дня.

### Изменения в США и Великобритании
Должно быть не менее трех, но не более семи художников. Картина считается законченной, если за это проголосует большинство. Картина может занять максимум три часа. Картина должна создаваться в тишине.